# Cantón de Vic-Fezensac
El cantón de Vic-Fezensac era una división administrativa francesa, que estaba situada en el departamento de Gers y la región de Mediodía-Pirineos.

## Composición
El cantón estaba formado por quince comunas:
- Bazian
- Belmont
- Caillavet
- Callian
- Castillon-Debats
- Cazaux-d'Anglès
- Marambat
- Mirannes
- Préneron
- Riguepeu
- Roquebrune
- Saint-Arailles
- Saint-Jean-Poutge
- Tudelle
- Vic-Fezensac

## Supresión del cantón de Vic-Fezensac
En aplicación del Decreto nº 2014-254 de 26 de febrero de 2014, el cantón de Vic-Fezensac fue suprimido el 22 de marzo de 2015 y sus 15 comunas pasaron a formar parte del nuevo cantón de Fezensac.